# Inspire (magazine)
Inspire est un magazine en ligne en anglais publié par l'organisation terroriste Al-Qaïda dans la péninsule arabique (AQPA). Cette revue a été fondée en juillet 2010 à destination des jeunes Britanniques et Américains,. Plusieurs extrémistes internationaux et nationaux, qui interprètent radicalement l'islam, seraient influencés par le magazine et auraient, selon certains rapports, fabriqué des bombes en suivant les modes d'emploi parus dans celui-ci,. C'est un important vecteur de propagande en faveur de toutes les branches d'Al-Qaïda, ainsi que des groupes qui orbitent autour. Il a été découvert par le SITE Intelligence Group .